# Schwabelsberger Weiher
Die Schwabelsberger Weiher sind drei unterschiedlich große und zusammenhängende Teiche mit kleineren Nebenteichen im Stadtteil Thingers in Kempten (Allgäu). Die drei Teiche haben keine eigenen Namen, sondern werden nach ihrer Lage in der Abflusskette als oberer, mittlerer und unterer Weiher bezeichnet. Das Biotop ist vom Naherholungsgebiet Mariaberg umgeben und liegt am Fuße des Mariabergs. 1995 wurden die Schwabelsberger Weiher als Landschaftsschutzgebiet ausgewiesen.
Die drei Weiher nehmen zusammen eine Wasserfläche von etwa 4,6 Hektar ein, die sich auf die einzelnen Teiche verteilt.
Das Landschaftsschutzgebiet hat eine Größe von 18,86 ha. Die Teiche sind eutrophe Flachteiche mit Verlandungsvegetation.
Schwabelsberg war der Name einer Burg und einer Herrschaft im Besitz des Fürststifts Kempten, die 1368 erstmals erwähnt wurden. In Kriegs- und Notzeiten, z. B. nach der Zerstörung des Klosters im Dreißigjährigen Krieg 1632, residierte dort der Konvent der Fürstabtei. Hier kamen auch die aus der Reichsstadt vertriebenen Franziskanerinnen aus dem Kloster St. Anna für eine kurze Zeit unter. Teile der Burganlage mit Kirche St. Anna sind gegenüber den Weihern östlich der Heiligkreuzer Straße erhalten; sie stehen heute unter Denkmalschutz.
Die aufgestauten Teiche gab es schon im 17. Jahrhundert als Fischteiche, sie waren damals aber wesentlich größer als heute. Nach der Säkularisation 1803 wurden sie verkauft und nicht mehr gepflegt. Erst 1907 wurde die Teichanlage wieder instand gesetzt und zur Heimat seltener Pflanzen und Tiere. Nach 1980 war das Gewässer weitgehend verlandet und drohte nach Aufschüttungen zu versiegen.
1982 erwarb die Stadt die Fläche und gestaltete die Teiche und ihre Umgebung zu einem rege besuchten Landschafts- und Naturpark. Die Staumauer, Dämme, Zuflüsse und das Auslaufbauwerk wurden damals saniert, ein Rundweg mit Infotafeln angelegt und ein Aussichtsturm erbaut. 1993 entstand an einem der Weiher der erste Straßentunnel für Frösche und Kröten in Kempten, vier Jahre später ein Wildbienenstand. Zur Jahrtausendwende wurde eine seltene Waldameisenart angesiedelt.
Der CDDA-Code ist 395998. Die SGD-ID ist LSG-00490.01.